# 鶴賀鶴吉
鶴賀 鶴吉（つるが つるきち）は、新内節の太夫の名跡。

## 初代
（宝暦11年（1761年） - 文政10年4月26日（1827年5月21日））本名はこん。女性。
江戸の生まれ、初代新内節の家元初代鶴賀若狭掾の娘。で父没後2代目家元を継承。和国、鶴老と改名。
生前、式亭三馬と親交があり滑稽本『浮世風呂』の中で「品が上品だ･･･」と絶賛された。

## 2代目
（天明8年（1788年） - 安政2年3月26日（1855年5月12日））本名はつぢ。女性。
江戸の生まれ、初代鶴吉の娘の小鶴が没後2代目鶴吉を襲名し3代目家元を継承。

## 3代目
後の4代目（本来5代目）鶴賀新内。

## 4代目
（生没年不詳）女性。
3代目鶴吉（後の4代目新内）の妹。

## 5代目
（明治18年（1885年） - 大正9年（1920年）11月1日）本名は鈴木かめ。女性。
6代目鶴賀新内の妻。